# Trebis

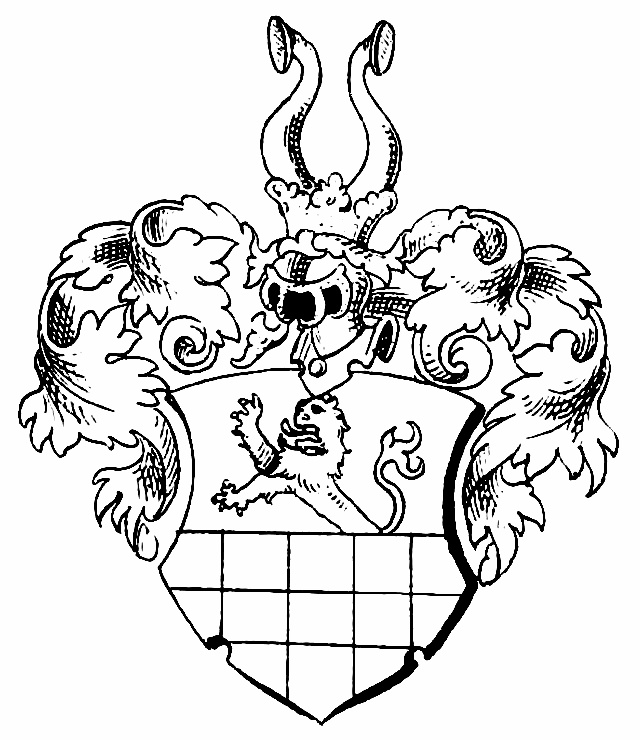
Wappen derer von Trebis

von Trebs auch Trebsen, Trebis oder Trebus, altes sächsisch-meißnisches, nur wenig verbreitetes und bekanntes Ministerialengeschlecht.

## Geschichte
Die Stammburg der Familie war in Trebsen/Mulde bei Grimma. 1161 ist die erste urkundliche Erwähnung der Ritter von Trebsen, namentlich 1190 mit Bernhard von Trebissen. Die Herren von Trebsen besaßen die Burg bis 1330. Danach im thüringischen, stolbergischen und mansfeldischen begütert (u. a. Heinrich 1495 auf Zimmern in der Grafschaft Gleichen, Hans 1560 auf Großneuhausen bei Kölleda) und gehörte zu den Stolberger Vasallengeschlechtern. Um 1650 ist das Geschlecht im Mannesstamm erloschen. 
Die Trebs werden häufig mit der Familie von Trebra verwechselt.

## Persönlichkeiten
- Philipp Ernst von Trebs  (Sohn des Hans von Trebis auf Großneuhausen), Amtmann im Amt Eckartsberga

## Wappen
Der Schild ist geteilt, oben ein aus der Teilung wachsender Löwe, unten geschacht. Auf dem Helm zwei Büffelhörner.